# Caloptilia schisandrae
Caloptilia schisandrae là một loài bướm đêm thuộc họ Gracillariidae. Nó được tìm thấy ở Trung Quốc (Zhejiang), Nhật Bản (Hokkaidō, Honshū), Hàn Quốc và vùng Viễn Đông Nga.
Sải cánh dài 14.5-15.5 mm.
Ấu trùng ăn Schisandra chinensis. Chúng có thể ăn lá nơi chúng làm tổ.